# Piazza del Popolo (Ascoli Piceno)

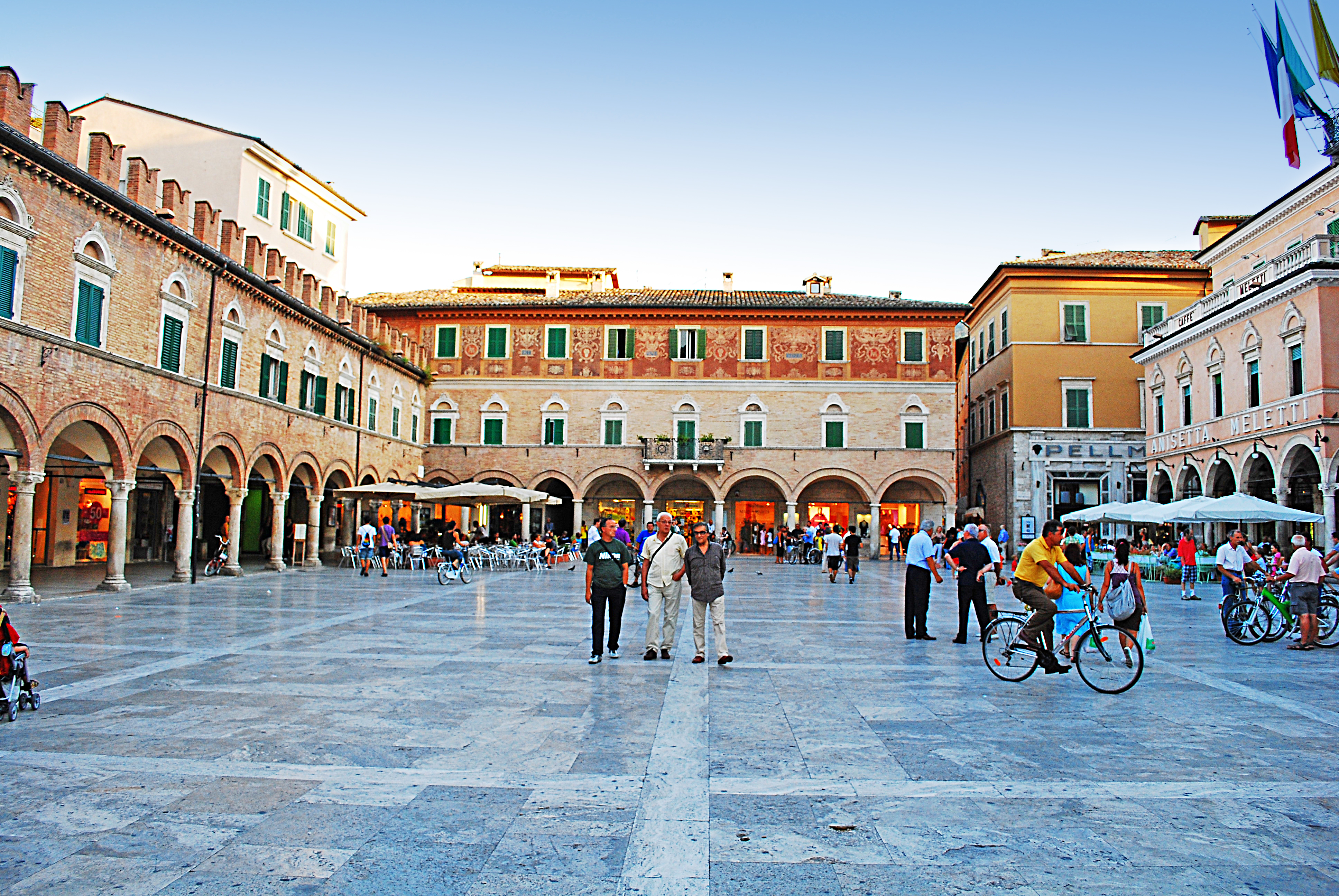
Piazza del Popolo côté sud.

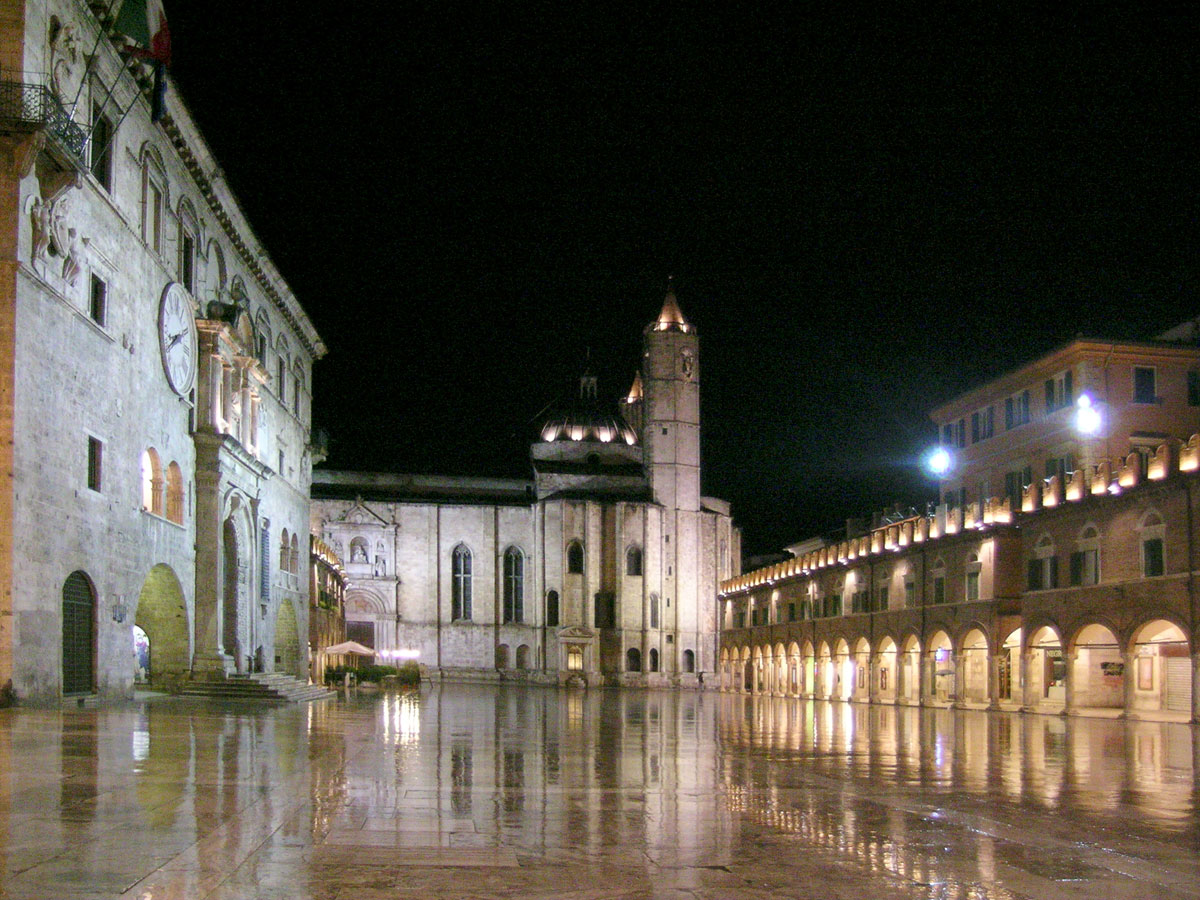
Vue nord de la place après une forte pluie.

La Piazza del Popolo de Ascoli Piceno, dans les Marches, est une place entourée de monuments  gothiques et de la Renaissance, fermée par des galeries d'arcades.
Dans ce style architectonique, c'est une des plus belles et suggestives place d'Italie. Connue comme le lieu de rendez-vous de toute la ville, elle a été souvent utilisée pour des spots et des campagnes publicitaires.

## Histoire
Son aménagement est décidé, en 1507, par le gouverneur  Raniero de Ranieri qui imposa la construction de portiques à colonnes pour remplacer l'installation précaire de beaucoup de boutiques qui entouraient la place.
Chaque propriétaire devait, alors, se conformer à un règlement d'urbanisme qui imposait, entre autres, la même typologie de fenêtre donnant sur la place : « encadrement avec des tympans ronds et décoration à palmette » selon le style des « maestri lombardi », définition qui, pourrait être attribuée à  Bernardino di Pietro da Carona, actif à Ascoli à cette période. Les typiques merlons y sont ajoutés postérieurement.

## Description
La place, de forme rectangulaire, s'ouvre au croisement du cardo et du decumanus, précisément entre corso Mazzini et via del Trivio. Elle est bordée par la majestueuse façade du  Palazzo dei Capitani del Popolo, du célèbre caffè Meletti, et des formes gothiques de l'église de San Francesco. Tous le reste du périmètre accueille des palais de style Renaissance à arcades et loggia.
La place est aussi entièrement pavée de carreaux de travertin poli donnant de la luminosité au lieu et, ainsi lors de pluie, un suggestif effet de miroir.

## Événements
Lors de la période du carnaval d'Ascoli, en février, la place est embellie d'énormes lustres d'apparat, pendant que tous les établissements organisent des bals masqués auxquels participent tous les habitants.
Elle est, également, le premier dimanche d'août à l'occasion de la fête de saint Emidius, le lieu  de la commémoration de la fameuse Quintana, évocation historico-médiévale en costume d'époque.
Un marché des antiquaires est aussi organisé le troisième dimanche de chaque mois.

## Sources
- (it) Cet article est partiellement ou en totalité issu de l’article de Wikipédia en italien intitulé « Piazza del Popolo (Ascoli Piceno) » (voir la liste des auteurs).